# 硒化钬
硒化钬是一种无机化合物，化学式为Ho2Se3。它可由钬和硒（在碘存在下）或氧化钬和硒化氢在高温反应得到。它和硒化银的二元体系中可以形成正交晶系的AgHoSe2。